# Американський кіч
Американський кіч - стиль реклами і карикатур 40-50-х років ХХ століття. Візуальний хаос яскравих вивісок ресторанів, ліхтарі, неонові лампочки кінотеатрів, що світяться, афіші концертів і постери з рекламою - саме такий вигляд має американський кіч у своїй помітній чарівності. Кіч - це масове мистецтво для обраних. Твір, що належить до кічу, має бути зроблений на високому художньому рівні, в нім має бути захоплюючий сюжет. Але цей не справжній витвір мистецтва у високому сенсі, а майстерна підробка під нього.

## Основні характеристики
У дизайні кіч використовувався для опису мистецтва або дизайну, який є претензійним, вульгарним і демонструє повну відсутність витонченості. Однак згодом дизайнери перетворили американський кіч зі стилю несмаку та вульгарності у високий та незрівнянний. 
Твори у техніці кічу, виконані на високому професійному рівні, іноді занадто драматичні і експресивні, але не несуть в собі істинної культурної цінності подібно до справжніх витворів мистецтва.
Колірна гама американського кічу включає кольори, які нібито вицвілі на сонці, імітуючи рекламу, надруковану на дешевому папері. Палітра може поєднувати відтінки, які зазвичай прийнято вважати непоєднуваними, але які все одно мають гармонійний вигляд.
Шрифти цього стилю дивакуваті, іноді рукописні – вони акцентують нашу увагу на захоплюючому сюжеті й емоційних персонажах. Основна функція американського кічу – привернення уваги.
Часто тематикою плакатів ставала пропаганда, адже період розквіту американського кічу припав на період холодної війни. У основу сюжетів ілюстрацій лягала тематика освоєння космосу, атомних технологій, потягів і літаків. Унаслідок післявоєнного підйому економіки, популяризувався також продаж домашнього начиння, котеджів, товарів для дітей і автомобілів. Усе це також активно рекламувалося, використовуючи для зображення однакову стилістику – стилістику американського кічу.
У наш час американський кіч використовується для розробки плакатів, вивісок магазинів, кафе, ресторанів, пабів, клубів для того, щоб підкреслити їх відношення до американської культури, 50-х років, або ж надати особливе ретровідчуття і шарм. Часто американський кіч можна побачити в дизайні інтер'єрів у плакатах і елементах декору, вивісок, дизайну меню, самого внутрішнього дизайну кафе і ресторанів, а також окремих оголошень.
Попри те, що зазвичай підручники по дизайну не виділяють кіч в окремий стиль, ця течію графічного дизайну досі має величезний вплив на створення плакатів, інтер'єрів та  фірмових стилів.

## Історія створення
З німецької мови "Kitsch" перекладається як "поганий смак". У дизайні цей термін спочатку використовувався для опису дешевого, вульгарного дизайну, без якої-небудь тяги до мистецтва. Іронічно, термін прижився як визначення стилю, що еволюціонував з дешевих вивісок і реклами, використовуваної в придорожніх американських ганделиках.
Незабаром американський кіч набув абсолютно інших рис, захопивши в 50-х роках телебачення і масову рекламу, набувши популярності серед багатьох дизайнерів тих років. До епохи американського кічу відноситься навіть лялька Барбі, створена саме у той час, використовуючи для дизайну упакування і свого відомого логотипу саме цей стиль.

## Особливості стилю
- Контрастні зображення і шрифти;
- яскраві і пастельні кольори;
- використання мальованих персонажів і ілюстрацій, надмірне драматичне "перегравання", використання надмірної претензійності, сентиментальності і вульгарності;
- використання винесень у стилі коміксів;
- у шрифтах - товсті, грайливі букви, використання курсиву і обведень, рукописні шрифти;
- неформальні форми;
- ілюстрації, що нагадують мультфільми;
- Футуристичні вигини;
- використання футуристичної і аерокосмічної тематики.